# Pterocles indicus
Pterocles indicus е вид птица от семейство Pteroclididae.

## Разпространение
Видът е разпространен в Индия и Пакистан.